# Overdub
Ein Overdub ist in der Tontechnik eine Tonaufnahme, die zu einer schon bestehenden Aufnahme (Playback) später hinzugemischt wird. Das entsprechende Aufzeichnungsverfahren im Tonstudio heißt Overdubbing.

## Allgemeines
Overdubs sind ein charakteristisches Aufnahmeverfahren, z. B. in der Popmusik, werden aber auch in Projekten zur Studioaufnahmen klassischer Musik, im Besonderen Filmmusik, verwendet. Generell spielt es hier keinerlei Rolle, ob live oder im Studio gespielt wird, die Vorgehensweise ist ähnlich.
In der Popmusik werden Tonaufnahmen in der Regel Spur für Spur, meist beginnend mit der Musik- und Rhythmusspur, aufgenommen und anschließend durch Mischen und Editieren zum Masterband zusammengesetzt, was später auf dem Tonträger erscheint. Bereits die Komplettierung der Musik- und Rhythmusspur mit Gesang ist genau genommen ein Overdubbing, wird aber im Fachjargon eher selten als solches bezeichnet.
Bei Aufnahmen von Filmmusik hingegen gibt es zwei Hauptverfahren, die beide, im Besonderen bei den Streichinstrumenten, teils aber auch bei Bläsern verwendet werden:
- Übereinanderlegen von zwei Aufnahmen aus inhaltsgleichem Material (ähnlich dem später erklärten Double-Tracking-Verfahren). Hierbei wird eine Passage von den Instrumenten eingespielt und danach im zweiten Take mit dem exakt selben Notenmaterial nochmals aufgenommen. Später werden dann beide Aufnahmen übereinander gelegt. Diese Technik wird gerne angewandt, wenn ein voluminöseres Klangbild gewünscht ist, oder auch wenn nur eine kleine Gruppe aus Musikern verfügbar ist und man in der finalen Musikversion eine größere Durchschlagskraft erhalten möchte.
- Übereinanderlegen von zwei Aufnahmen aus verschiedenem Material. Beispielsweise könnte ein Streichorchester im ersten Take ein Staccato-Ostinato spielen, während die Streicher im zweiten Take komplett andere Noten, wie beispielsweise langgezogene Melodielinien spielen. Anschließend werden dann, wie beim obigen Verfahren auch, beide Aufnahmen zusammengemischt. Ebenso könnte man (wie bei traditionellen Partituren auch) z. B. die ersten und zweiten Violinen das langgezogene Melodiemotiv spielen lassen und das Staccato-Ostinato den Bratschen zuteilen und bräuchte so dann nur einen Take, allerdings hätte man hierfür einen weniger intensiven Gesamtklang.

Da bei Filmmusik üblicherweise immer mehrere Takes aufgezeichnet werden, welche dann im Nachhinein zu der finalen Version eines Stückes editiert werden, bietet sich diese Möglichkeit hier besonders an. Nicht unüblich ist es hier des Weiteren auch, nicht mit live eingespielten Overdubs, sondern mit gesampelten, also von VST-Instrumenten eingespielten Overdubs, zu arbeiten. Streng genommen ist dies die dritte Form des Overdubbings, die alternativ, auch durch (einzelne) Live-Aufnahmen erfolgt.
ABBA, eine der erfolgreichsten Formationen der Popgeschichte, verdankt ihren Erfolg u. a. der Overdub-Technik.

## Entstehungsgeschichte
Auch wenn die Overdub-Technik heute weitaus häufiger in der Popmusik verwendet wird, war wohl dennoch das erste Overdubbing der Musikgeschichte ein klassischer Song. Im Film The Cuban Love Song (US-Premiere: 5. Dezember 1931; deutsch: Das Mädel aus Havanna) singt Bariton Lawrence Tibbett den Titelsong, später am 10. Dezember 1931 für die Schallplatte mit seiner Tenorstimme unterlegt. Auf dem Plattenlabel Victor Red Seal #1550 (Seite A) ist zu lesen: Lawrence Tibbett (Bariton) mit Orchester. Herr Tibbett singt auch Tenor.
Im Jazz schrieb Sidney Bechet Musikgeschichte, als er am 18. April 1941 bei der Studioaufnahme zu Sheik of Araby Klarinette, Sopransaxophon, Tenorsaxophon, Piano, Bass und Schlagzeug nacheinander spielte und synchron abmischen ließ. Die Fachwelt stimmt weitgehend darin überein, dass die Overdubbing-Technik in der Popmusik erstmals am 3. Dezember 1947 bei der Aufnahme Confess von Patti Page eingesetzt wurde. Streikbedingt war kein Hintergrundchor verfügbar, so dass sich Studioinhaber Bill Putnam entschloss, Pages Stimme mehrfach aufzunehmen und im Antwortstil teilweise übereinander zu legen. Dabei ist zu bedenken, dass damals noch keine Tonbandaufnahmen möglich waren, sondern noch die Direktpressung auf Schallplatten erfolgte. Les Paul hat das Overdubbing fortentwickelt, denn sein Lover (When You’re Near Me) vom Dezember 1947 (veröffentlicht im Februar 1948) brachte 8 verschiedene Gitarrenaufnahmen von ihm zusammen. Erst die Mehrfachspur-Tonbandtechnik ermöglichte ein leichteres Overdubbing, weil beide Spuren nacheinander aufgenommen werden und auf denselben Tonträger gelegt werden konnten, ohne dass eine der Spuren gelöscht wird. Dabei wird meist nicht die gesamte Spur neu aufgezeichnet, sondern einzelne Passagen werden durch Overdubbing überspielt.

## Technik
Technisch wird eine bestehende Tonspur durch eine weitere Tonspur ergänzt. Zum Overdubbing sind also mindestens zwei Takes erforderlich. Man unterscheidet zwischen Voice- und Instrumental-overdubs. Bei Voice-overdubs werden mindestens zwei Stimmen (möglicherweise desselben Interpreten) nacheinander übereinandergelegt, um einen Close-Harmony-Effekt oder Choreffekt zu erzielen oder die Stimme voluminöser erscheinen zu lassen. Instrumental-overdubs zielen darauf ab, bei der eigentlichen Aufnahmesession fehlende Instrumente nachträglich hinzuzufügen. In Kombination mit Punch-In und Punch-Out wird Overdubbing auch dazu verwendet, um missglückte Passagen in Tonspuren zu korrigieren. Punch-in bedeutet, dass eine falsche Note oder Passage neu gesungen oder gespielt und durch Overdubbing in die bestehende Tonspur nachträglich eingefügt wird; eine vollständige Neuaufnahme wird hierdurch vermieden. Punch-out ist entsprechend die Entfernung der fehlerhaften Passage.

## Double-Tracking
Eine Unterart des Overdub ist das Double-tracking. Zwei identische Tonspuren („tracks“) werden parallel oder zeitversetzt (Delay) übereinander aufgenommen und erzeugen einen voluminöseren, echoähnlichen oder klangfüllenden Effekt bei Stimmen oder Instrumenten. Buddy Hollys Stück Words of Love, aufgenommen am 8. April 1957, gilt als das erste Double-tracking des Rock & Roll. Holly wollte zwei Gitarren-Teile im Song einbringen, wozu es zweier Takes bedurfte, die nachträglich in Mono übereinander gelegt wurden. Holly ließ auf diese Art auch zuweilen seine Stimme verdoppeln und klang dann im Close Harmony-Stil wie die zeitgenössischen Everly Brothers.
Das Automatic oder Artificial double-tracking (ADT) wurde ab 7. April 1966 in den Abbey Road Studios bei Beatles-Aufnahmen von Tontechniker Ken Townsend während der Aufnahmen zur LP Revolver entwickelt. Hierbei wird ein Tonsignal einer Tonspur entnommen und auf ein anderes Tonband mit einem veränderbaren Oszillator übertragen. Die so veränderte Tonspur wird auf die ursprüngliche Tonspur zurückübertragen. Die Beatles haben diese Technik später extensiv genutzt. Insbesondere John Lennon mochte seine Stimme nicht besonders gerne hören und wünschte ein intensives Double-tracking. Der erste Beatles-Hit mit ADT war das am 14. April 1966 aufgenommene Paperback Writer.

## Nachträgliche Bearbeitung von Live-Konzerten
Auch die nachträgliche Bearbeitung von Live-Konzerten zwecks Veröffentlichung auf Livealben im Tonstudio wird in der Fachwelt als Overdubbing bezeichnet. Hier geht es darum, bei Popkonzerten auftretende stimmliche oder instrumentale Mängel nachträglich im Studio zu bearbeiten und zu eliminieren oder störende Effekte (wie Feedback) zu beseitigen.
Ein berühmtes Beispiel hierfür ist der Beatles-Auftritt am 15. August 1965 im New Yorker Shea Stadium. Er wurde nachträglich am 5. Januar 1966 in den CTS (Cine Tele Sound) Studios London von Beatles-Produzent George Martin mit Overdubs verbessert, weil die mobilen Aufnahmetechniken vor Ort deutlich hinter den damaligen Qualitätsstandards zurückblieben. So wurde eine neue Bassgitarre und Orgel den Live-Aufnahmen nachträglich unterlegt. I Feel Fine und Help! wurden sogar neu aufgenommen und mit atmosphärischen Geräuschen des Auftritts vom 30. August 1965 in der Hollywood Bowl (!) versehen.
Teilweise wurden derartige Live-Auftritte nachträglich im Tonstudio erheblich nachbearbeitet, um die Perfektionierung von Studioaufnahmen bei gleichzeitiger Vorspiegelung einer Konzertsituation zu erreichen. Durch Kürzungen von Songs, Zumischung von Instrumenten oder Gesangsdarbietungen, die häufig im Studio gespielt wurden, sowie durch Zugabe von Applaus wurden die eigentlichen Konzertaufnahmen zum Teil drastisch verändert, um die Alben akustisch attraktiver zu machen. Es gibt sogar von bekannten Rockgruppen angebliche „Live-Alben“, die vollständig in einem Studio aufgenommen und danach mit Publikumsreaktionen vom Band abgemischt wurden. Auch das Beatles-Konzeptalbum Sgt. Pepper’s Lonely Hearts Club Band (veröffentlicht am 1. Juni 1967) gehört in diese Kategorie. Das Live-Doppelalbum der amerikanischen Gruppe Eagles (7. Juli 1980) gilt dem Rolling Stone Record Guide (Ausgabe 1983) zufolge möglicherweise als das am meisten nachbearbeitete Konzertalbum überhaupt.
Diese teilweise erheblichen Eingriffe in die ursprünglichen Konzertaufnahmen haben dazu geführt, dass manche Künstler ausdrücklich darauf hinweisen, dass ihr Livealbum keine Overdubs enthalte. Auf der LP Absolutely Live der Doors (Juli 1970) ist diese Versicherung beispielsweise ebenso enthalten wie auf dem Konzert-Album Live … auf ana langen finster’n Stroß’n von Wolfgang Ambros (aufgenommen während der Deutschland-Tournee im April 1979) und dem Doppel-Livealbum Everything Louder than Everyone Else von Motörhead (19. März 1999).
Das Livealbum Blechdose der Punkband Terrorgruppe (Januar 2002) ist andererseits ein Beispiel für eine Satire auf nachbearbeitete Liveaufnahmen. Es ist durch grobe Schnitte eindeutig herauszuhören, dass mehrere Konzertaufnahmen von verschiedenen Orten vermischt wurden; es werden Samples von Ansagen fremder Live-Alben in die Stücke eingebaut, und während eines Songs wird sogar ein ganzes Orchester eingespielt, was das Live-Konzept mit Absicht ad absurdum führt.
Die heutige Soundqualität mit den vielen Möglichkeiten der Studiotechnik macht es den Interpreten oft schwer, diese „klinisch reinen“ Aufnahmen vor Publikum zu reproduzieren. Zuweilen verfügen Interpreten jedoch auch nicht über ausreichende stimmliche und/oder instrumentale Fähigkeiten, so dass bereits deren Studioaufnahmen mit Overdubbing aufgebessert werden müssen. Das gilt dann unter Umständen auch für ihre Live-Auftritte. Da hier wesentlich weniger technische Möglichkeiten zur Verbesserung der Klangqualität bestehen, bleibt oft nur die Alternative einer Studionachbearbeitung.